# Guiraoa
Guiraoa é um género botânico pertencente à família Brassicaceae.